# Cheb (cratera)
Cheb é uma cratera marciana. Tem como característica 8.3 quilômetros de diâmetro. Deve o seu nome a Cheb, uma cidade da República Checa.